# Western Design Center
Western Design Center – amerykańskie przedsiębiorstwo produkujące procesory bazujące na serii MOS 65xx, mikrokontrolery oraz podobne.
Firma została założona w 1978 r. przez współwłaściciela patentu do MOS 6502, Billa Menscha. Poza układami scalonymi WDC oferuje chipy w formie IP core przeznaczonej do użycia w innych układach np. ASIC. Pozostały asortyment stanowią kompilatory języka C, assembera oraz linkery.

## Produkty

### Sprzęt
| Nazwa          | Typ                   | Komentarz                                                                                                  |
| -------------- | --------------------- | --- |
| W65C02S        | 8-bit CPU             | poprawiona wersja CMOS procesora MOS 6502                                                                  |
| W65C134S       | 8-bit µC              | mikrokontroler z jądrem procesora W65C02S                                                                  |
| W65C21S        | układ wejścia/wyjścia | kompatybilny z MOS 6520 Peripheral Interface Adapter (PIA)                                                 |
| W65C22S        | układ wejścia/wyjścia | kompatybilny z MOS 6522 Versatile Interface Adapter (VIA)                                                  |
| W65C51S        | układ wejścia/wyjścia | kompatybilny z MOS 6551 Asynchronous Communications Interface Adapter (ACIA)                               |
| W65C816S       | 16-bit CPU            | kompatybilny z W65C02; 24-bitowa szyna adresowa                                                            |
| W65C802S       | 16-bit CPU            | wersja 65816 z 16-bitową szyną adresową; układ pinów zgodny z MOS 6502 (już nie produkowany)               |
| W65C265S       | 16-bit µC             | mikrokontroler z jądrem procesora W65C816S                                                                 |
| W65T32 Terbium | 32-bit CPU            | kompatybilny z W65C816; 32-bitowa szyna adresowa; 16-bitowa magistrala; zmienna długość zestawu instrukcji |

### Inne
- Mensch Computer – bazujący na W65C265 i W65C22 hobbistyczny, eksperymentalny komputer. Nazwa pochodzi od nazwiska założyciela firmy WDC.